# Svenstorp-Bolshus fälad
Svenstorp-Bolshus fälad är ett kommunalt naturreservat i Svalövs kommun i Skåne län.
Området är naturskyddat sedan 2001 och är 91 hektar stort. Reservat består av utsträckt höjd på vilken betesmarker återfinns. 